# Sidol
Sidol je naselje v Občini Kamnik.
Sidol, v prvih zapisih zapisano Suchidol se prvič omenja leta 1291.